# Mats Wejsfelt
Mats Anders Wejsfelt (* 5. Dezember 1980 in Löddeköpinge) ist ein ehemaliger schwedischer Fußballspieler. Der Abwehrspieler, der insgesamt 30 Spiele in der zweithöchsten schwedischen Liga bestritten hat, war von 2004 bis 2013 vornehmlich im ostdeutschen Amateurfußball aktiv.

## Werdegang
Wejsfelts entstammt der Jugend des IF Lödde, den er in Richtung Helsingborgs IF verließ. Dieser war ab 2000 auch erste Station im Erwachsenenbereich, wo er mehrmals im Kader stand, aber nicht in der Allsvenskan zum Einsatz kam. Daher wechselte er zur folgenden Spielzeit zur IFK Malmö in die Superettan. Beim Zweitligisten erkämpfte er sich einen Stammplatz und stand in 21 Spielen in der Startelf.
Im Januar 2003 ging er erstmals nach Deutschland, zum Zweitligaabsteiger SV Babelsberg 03. Nach einem halben Jahr kehrte er zurück nach Schweden zum Trelleborgs FF, der mit ihm in die erste Liga aufstieg. Dort stand er erneut nur im Kader und blieb ohne Einsatzzeit in der Allsvenskan. Daher wechselte er wieder nach Deutschland, dieses Mal in die Südstaffel der NOFV-Oberliga zum FC Sachsen Leipzig. Zum Beginn der Saison 2006/07 ging er zum Regionalliga-Aufsteiger 1. FC Magdeburg. In drei Jahren kam er auf 74 Einsätze und erzielte drei Tore. Am Ende der Saisonende 2008/09 wurde der auslaufende Vertrag vereinsseitig nicht verlängert.
Nach einer halbjährigen Verletzungspause, in der er ohne Verein war, schloss sich Wejsfelt in der Winterpause 2009/10 dem Oberligisten VfB Germania Halberstadt an. Bei diesem stand er bis zum Saisonende unter Vertrag und war anschließend kurzzeitig erneut ohne Verein. Im Oktober 2010 ging er zum Schönebecker SC 1861 in die siebtklassigen Landesliga Sachsen-Anhalt. Im Sommer 2012 wechselte Wejsfelt zum Haldensleber SC in die sechstklassige Verbandsliga Sachsen-Anhalt. Zwischen Juli und Dezember 2013 war er für den Berlinligisten Tennis Borussia Berlin aktiv.